# Морська піхота Іспанії
Морська піхота Іспанії (ісп. Infantería de Marina) — рід військ у складі Військово-морських сил Іспанії (Armada Española), завданням якого є проведення амфібійних операцій з використанням морських платформ та ресурсів. Морська піхота повністю інтегрована в структуру Армади.
Підрозділи морської піхоти були засновані в 1537 році Карлосом I Іспанським (також відомим, як Карл V, імператор Священної Римської імперії), що робить її найстарішою морською піхотою що існує в світі, яка походить від Compañías Viejas del Mar de Nápoles.